# عزمي محمد
عزمي محمد هو لاعب كرة قدم ماليزي في مركز الهجوم، ولد في 2 أغسطس 1961 في جوهر في ماليزيا. شارك مع منتخب ماليزيا لكرة القدم. أما مع النوادي، فقد لعب مع نادي جوهر درول تقسيم 2.